# Olga Bołądź
Pour les articles homonymes, voir Bołądź.
Olga Maria Bołądź est une actrice polonaise, née le 29 février 1984 à Toruń, en Pologne.

## Filmographie
- 2009 : Irena Sendler : Zofia
- 2012 : Nad życie : Agata Mróz-Olszewska
- 2013 : La Fille de l'armoire (Dziewczyna z szafy) : Aga
- 2017 : El último traje : Gosia
- 2018 : The Man with the Magic Box (Człowiek z magicznym pudełkiem) : Goria
- 2018 : Another Day of Life (Jeszcze dzień życia) (Un Día más con Vida): Carlota / Dona Cartagina

## Doublage vocal
- 2009 : Irena Sendler – Zofia (elle-même)